# Jia Fan
En aquest nom xinès, el cognom és Jia.
Jia Fan (mort el 238 EC) va ser un general militar servint sota el senyor de la guerra de Liaodong Gongsun Yuan durant el període dels Tres Regnes de la història xinesa. Jia en una ocasió va provocar la ira del seu senyor, i va acabar sent executat després de la seva recomanació al respecte que Gongsun Yuan s'abstingués de fer-se passar pel Rei de Yan. Després de la campanya Liaodong de Cao Wei dirigida per Sima Yi, Sima conferí rangs de cort als descendents de Jia.